# Imad Errahouli
Imad Errahouli (en arabe : عماد الرحولي), né le 1er janvier 1994 à Safi (Maroc) est un footballeur marocain évoluant à l'Al Kharitiyath SC. Il joue au poste de milieu de terrain.

## Biographie
Imad Errahouli naît à Safi et intègre tôt l'académie de l'Olympique de Safi. Il fait ses débuts professionnels en 2012, avant de rencontrer des problèmes de concurrence en équipe A. En 2016, il est contraint de quitter le club. 
Le 1er août 2016, il signe un contrat de cinq ans au Rapide Oued Zem, club évoluant en D2 marocaine. Il joue une saison au D2 marocaine avant de remporter le championnat de D2. Il évolue ensuite deux saisons titulaires en Botola Pro avec le Rapide Oued Zem.
Le 1er septembre 2019, il signe un contrat de trois ans au FAR de Rabat.

## Palmarès
Rapide Oued Zem
- Championnat du Maroc D2[4] (1) :
  - Champion : 2016-17.